# Clube Ferroviário de Luanda
Le Clube Ferroviário de Luanda est un club omnisports angolais basé à Luanda. 

## Palmarès

### Basket-ball masculin
- Championnat d'Angola : (1)
  - Vainqueur : 1979[1]

### Football masculin
- Championnat d'Angola de football (avant indépendance) : (3)
  - Champion : 1953, 1957 et 1962[2]

### Handball féminin
Compétitions internationales
- Coupe des clubs champions : (1)
  - Vainqueur : 1987
  - Troisième : 1989

Compétitions nationales
- Championnat d'Angola : (9)
  - Vainqueur : 1979, 1981, 1982, 1983, 1984, 1985, 1986, 1987 et 1988[3]